# Deslizamiento de tierra de Santa Ana de 2010

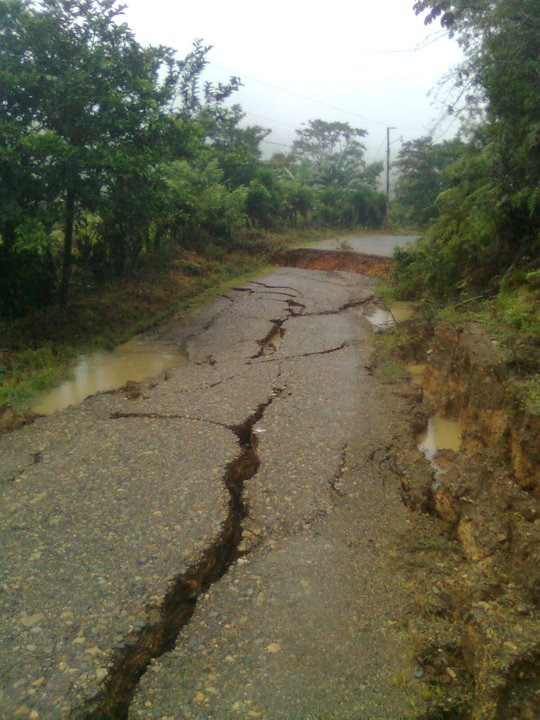
Daños graves en las calles de Costa Rica tras 72 horas de fuertes aguaceros.

El corrimiento de tierra en el San Antonio de Escazú, Costa Rica, fue un deslizamiento de tierra ocurrido en la cima del cerro Pico Blanco a las 3:00 a. m. hora local (UTC -06:00) del 5 de noviembre de 2010 que mató a 24 personas en dicha localidad en la calle Lajas.

## Hechos
El incidente ocurrió tras 72 horas de continuos aguaceros generados por el impacto indirecto del huracán Tomas que dejaron gran destrucción en todo el país. El Instituto Meteorológico Nacional informó que en una noche cayó tanto como el promedio de lluvias para todo el mes de noviembre.
La emergencia ocurrió en horas de la madrugada, dos horas después del derrumbe iniciaron las labores de rescate por parte de vecinos del lugar. Al amanecer se hicieron presentes los cuerpos de rescate quienes empezaron a sacar cuerpos de entre el lodo y las casas destruidas.

## Acción de las autoridades
Los cuerpos de rescate crearon un centro de control de emergencias a pocos metros de la zona cero para que las tareas de control de la emergencia fueran más rápidas de hacer.
Finalmente, tras varias semanas de búsqueda se encontró el último cuerpo que permanecía desaparecido en la zona del desastre.
La Comisión Nacional de Emergencias declaró inhabitable la zona de Calle Lajas tras la emergencia.

Se van a identificar las viviendas que están dentro del anillo de riesgo para proceder a emitir un informe con la declaratoria de inhabitabilidad. Las viviendas quedaron a menos de 50 metros del borde del río Cruz, el cual adoptó un cauce muy diferente al que tenía.

## Fallecidos
La nómina de fallecidos es la siguiente:
| Nombre                          | Edad    |
| ------------------------------- | ------- |
| Morales Marín, Joselyn Tatiana  | 6 años  |
| Morales Marian Stacy Valeria    | 3 meses |
| Marín Marín Hayde Marina        | 56 años |
| Fernández Marín María Elena     | 45 años |
| Fernández Marín Marcelo Alfonso | 22 años |
| Morales Herrera Gilberto José   | 28 años |
| Morales Marín Hilary Alexandra  | 3 años  |
| Marín Marín Carmen Vanessa      | 20 años |
| Zúñiga Marín Jirlany María      | 17 años |
| Ureña Ureña Miguel              | 60 años |
| Porras Solís Sebastián          | 4 años  |
| Ureña Mora Inés María           | 18 años |
| Hernández Chávez Johnny Enrique | 20 años |
| Serrano Aguilar Eduardo Enrique | 20 años |
| Chaves Sánchez Zoraida          | 46 años |
| Chaves Mora María del Carmen    | 76 años |
| Ureña Mora Allan Fabián         | 26 años |
| Marín Sandí Seydi Patricia      | 26 años |
| Zúñiga Marín Brian              | 6 años  |
| Zúñiga Marín Allison Danyeli    | 8 años  |